# Pica (boală)
Pentru genul de coțofene, vezi Pica (gen)
Pica este o tulburare psihică caracterizată prin apetit pentru substanțe care sunt în mare parte non-nutritive, cum ar fi gheața (pagofagie), păr (tricofagie), hârtie (xilofagie), gips carton sau vopsea, obiecte ascuțite (acufagie), metal (metalofagie), pietre (litofagie) sau sol (geofagie), sticlă (hialofagie), fecale (coprofagie) și cretă.

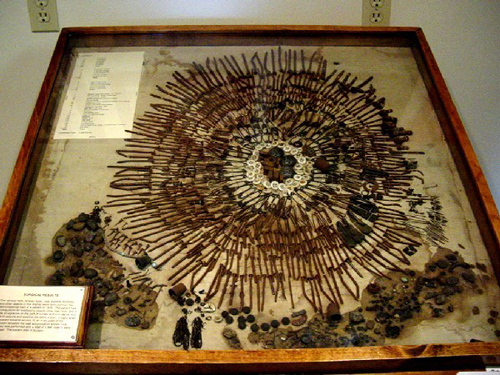
Obiecte din stomacul unui bolnav de pica

Potrivit criteriilor DSM-V (Manualul Diagnostic și Statistic al Tulburărilor Mentale, ediția a 5-a), pentru ca aceste acțiuni să fie considerate pica, acestea trebuie să persiste mai mult de o lună la o vârstă în care consumul acestor obiecte este considerat inadecvat din punct de vedere al dezvoltării, și suficient de severă pentru a justifica o atenție clinică.  
Pica poate duce la intoxicare la copii, ceea ce poate duce la afectarea dezvoltării fizice și mentale. În plus, poate duce la urgențe chirurgicale datorate unei obstrucții intestinale, precum și la simptome mai subtile, cum ar fi deficiențe nutriționale și parazitoză. Pica a fost legată de alte tulburări mentale și emoționale. Stresorii cum ar fi trauma emoțională, privarea maternă, problemele familiale, neglijarea de către părinți, sarcina și o structură familială dezorganizată sunt strâns legați de pica.
Pica este cel mai frecvent observată la femeile gravide, la copiii mici și la cei cu dizabilități de dezvoltare cum ar fi autismul. Copiii care mănâncă tencuială vopsită, care conține plumb, pot suferi leziuni ale creierului din cauza otrăvirii cu plumb (saturnism). Există un risc similar de a consuma pământul din apropierea șoselelor înainte ca tetraetillead-ul provenit din benzină să fie eliminat (în unele țări) sau înainte ca oamenii să înceteze să utilizeze uleiuri contaminate (care conțin PCB toxic sau dioxină) pentru a fixa praful.
Pe lângă otrăvire, există și un risc mult mai mare de obstrucție gastro-intestinală sau rupere în stomac. Un risc al ingerării de pământ este ingestia fecalelor de animale și a paraziților care îi însoțesc. Pica poate fi, de asemenea, găsită la alte animale și se întâlnește frecvent la câini și la pisici.

## Semne și simptome

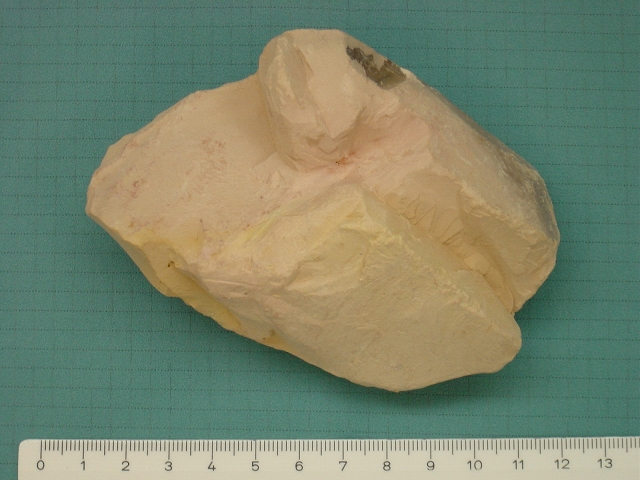
Piatră calcaroasă compusă din caolinit cu urme de cuarț ingerate de o persoană suferind de pica

Pica este consumul de substanțe fără valoare nutritivă semnificativă, cum ar fi solul, săpunul sau gheața. Subtipurile se caracterizează prin substanța consumată:
- Acufagie (obiecte ascuțite)
- Amilofagie (amidon)
- Cautopireiofagie (chibrituri arse)
- Coniofagie (praf)
- Coprofagie (fecale)
- Emetofagie (vomă)
- Geomelofagie (cartofi cruzi)
- Geofagie (murdărie, pământ)
- Hialofagie (sticlă)[10]
- Litofagie (pietre)[11]
- Mucofagie (mucus)
- Pagofagie (gheață)
- Plumbofagie (plumb)
- Tricofagie (păr, lână, alte fibre)
- Urofagie (urină)
- Hematofagie (vampirism clinic) (sânge)
- Xilofagie (lemn sau hârtie)

Acest model de consum ar trebui să dureze cel puțin o lună pentru a se declara diagnosticul de pica.

### Complicații
Pot apărea complicații din cauza substanței consumate.
De exemplu, otrăvirea cu plumb sau saturnismul poate apărea din cauza ingerării vopselei sau a tencuielilor vopsite; bulele de păr pot provoca obstrucție intestinală, iar infecțiile Toxoplasma sau Toxocara pot să apară în urma fecalelor sau murdăriei.

## Cauze
Conform DSM 5, deficiențele minerale sunt uneori asociate cu pica; cu toate acestea, anomalii biologice sunt rareori întâlnite la persoanele cu pica. Oamenii care practică forme de pica, cum ar fi geofagia, pagofagia și amilofagia, sunt mai probabil anemice, au nivel scăzut de hemoglobină în sânge, niveluri mai mici de globule roșii (hematocrit) sau cu niveluri scăzute de zinc în plasmă.
În mod specific, practicarea geofagiei este mai probabil să fie asociată cu anemie sau cu hemoglobină scăzută.
Practicarea pagogagiei și a amilofagiei au fost asociate mai mult cu anemia.
În plus, a fi copil sau femeie însărcinată care practică pica a fost asociată cu șanse mai mari de a fi anemică sau cu hemoglobină scăzută în raport cu populația generală. Mai recent, cazurile de pica au fost legate de spectrul obsesiv-compulsiv și există o mișcare pentru a considera TOC în cazul pica. Cu toate acestea, pica este în prezent recunoscută ca o tulburare mintală prin utilizarea pe scară largă a Manualului Diagnostic și Statistic al Tulburărilor Mentale (DSM-IV). Perspectivele senzoriale, fiziologice, culturale și psihosociale au fost de asemenea folosite de unii pentru a explica legătura dintre pica.
S-a avansat teoria că, uneori, condițiile de sănătate mintală precară, cum ar fi tulburarea obsesiv-compulsivă (TOC) sau schizofrenia pot provoca pica.
Cu toate acestea, pica poate fi, de asemenea, o practică culturală care nu este asociată cu o deficiență sau tulburare. Ingerarea caolinului (lut alb) în rândul femeilor afro-americane din statul american Georgia arată practica ca pe un „sindrom legat de cultură” al DSM-IV și „nu este asociat în mod selectiv cu altă psihopatologie”. Ingerarea similară a caolinului  este, de asemenea, larg răspândită în anumite părți ale Africii. Astfel de practici pot avea beneficii pentru sănătate, cum ar fi capacitatea lutului alb (caolinului) de a absorbi toxinele din plante și de a proteja împotriva alcaloizilor toxici și a acizilor tanici.

## Diagnostic
Nu există niciun test care să confirme pica. Cu toate acestea, deoarece pica poate să apară la persoanele care au niveluri mai scăzute de nutrienți decât cele normale și nutriție necorespunzătoare (malnutriție), furnizorul de servicii medicale trebuie să testeze nivelurile de fier și zinc din sânge. Hemoglobina poate fi, de asemenea, verificată pentru a testa anemia. Nivelul plumbului trebuie verificat întotdeauna la copiii care ar fi putut mânca vopsea sau obiecte acoperite cu praf de vopsea cu plumb. Furnizorul de îngrijire a sănătății ar trebui să testeze pentru infecție dacă persoana a mâncat sol contaminat sau deșeuri animale.

### DSM 5
Diagnostic si Statistic Manual de Mental Disorders, ediția a 5-a postulează patru criterii care trebuie îndeplinite pentru ca o persoană să fie diagnosticată cu pica:
1. Persoana în cauză să fi consumat alimente non-nutritive timp de cel puțin o lună.[15]
2. Aceste alimente trebuie să fie anormale pentru stadiul de dezvoltare al persoanei.[15]
3. Consumul acestor substanțe să nu fie asociat cu o practică culturală considerată normală în contextul social al individului.[15]
4. Pentru persoanele care au în prezent o afecțiune (de exemplu sarcină) sau o tulburare mintală (de exemplu tulburarea de spectru autism), acțiunea de a consuma non-alimente non-nutritive ar trebui considerată pica doar dacă este periculoasă și necesită investigație medicală suplimentară sau tratament pe lângă ceea ce primesc deja pacienții pentru starea preexistentă.[15]

### Diagnostic diferențiat
La persoanele cu autism, schizofrenie și anumite tulburări fizice (cum ar fi sindromul Kleine-Levin), se poate întâmpla să se consume substanțele non-nutritive. În astfel de cazuri, pica nu ar trebui menționată ca un diagnostic suplimentar.

## Tratament
Tratamentul pentru pica poate varia în funcție de pacient și de cauza suspectată (de exemplu: copil, dizabilitate în dezvoltare, gravidă sau psihogenic) și poate accentua abordările psihosociale, de mediu și de orientare familială (deficit de fier). O abordare inițială implică adesea examinarea și, dacă este necesar, tratarea deficiențelor minerale sau a altor condiții de comorbiditate. Pentru cazurile psihogenice de pica, terapia și medicația, cum ar fi ISRS au fost folosite cu succes. Cu toate acestea, rapoarte mai vechi au avertizat împotriva utilizării medicamentelor înainte de excluderea tuturor cauzelor non psihogenice.
Privind înapoi la diferitele cauze ale cazurilor de pica legate de evaluare, clinicianul va încerca să deruleze un tratament. În primul rând, există o pica - rezultat al atenției sociale. O strategie ar putea fi folosită pentru ignorarea comportamentului persoanei sau acordarea unei atenții minime. Dacă pica lor este rezultatul obținerii unui obiect favorit, se poate folosi o strategie în care persoana are posibilitatea să primească obiectul sau activitatea fără a mânca lucruri necomestibile.
Competențele individuale de comunicare ar trebui să crească, astfel încât să poată relaționa ceea ce doresc cu o altă persoană fără a se angaja în acest comportament.
Dacă pica este o modalitate pentru o persoană de a scăpa de o activitate sau situație, motivul pentru care persoana dorește să scape de activitate trebuie examinat și persoana trebuie mutată într-o situație nouă.
Dacă pica este motivată de feedbackul senzorial, ar trebui să fie oferită o metodă alternativă de a simți acea senzație. Alte tehnici de non medicație ar putea include și alte modalități de stimulare orală, cum ar fi guma. Alimentele, cum ar fi popcorn, au fost, de asemenea, găsite de ajutor. Aceste lucruri pot fi plasate într-o cutie "Pica", care ar trebui să fie ușor accesibilă individului atunci când simt că se angajează în pica.
Tehnicile de tratament includ:
- Prezentarea în atenția pacienților de alimente sau jucării care nu au legătură cu pica
- Întărire diferențială, cu încurajare dacă nu apare pica și cu descurajare  în cazul în care se observă pica
- Cei din jurul persoanelor cu pica trebuie să îi ajute pe aceștia prin urmărirea asiduă și restricționarea manifestărilor pica și derularea unor antrenamente ale voinței celor în cauză.

## În cazul animalelor
Spre deosebire de oameni, pica la câini sau pisici, poate fi un semn de anemie hemolitică mediată imun, în special atunci când este vorba de substanțe, cum ar fi consumul de mortar, de praf de beton și de nisip.
Câinii care prezintă această formă de pica ar trebui să fie testați pentru anemie cu un nivel CBC sau cel puțin hematocrit.
Deși mai multe teorii au fost propuse de experți pentru cauzele de pica la animale, nu există dovezi suficiente pentru a dovedi sau respinge niciuna dintre ele. Vezi și psihopatologia animalelor.